# Caminho de Ferro de Mormugão
O Caminho de Ferro de Mormugão, também conhecido como Caminho de Ferro Guntacal–Vasco da Gama, é uma ferrovia localizada no centro-sul da Índia, com uma extensão total de 457 km . Serve de ligação entre o porto de Mormugão, na cidade de Vasco da Gama, no estado de Goa, e a cidade de Guntacal, no estado de Andra Pradexe.
É operada pelas empresas públicas Ferrovias Indianas — por intermédio de suas subsidiárias operacionais Zona Ferroviária Centro-Sul e Zona Ferroviária do Sudoeste — e Companhia Ferroviária Concão.

## História
Inicialmente o Caminho de Ferro de Mormugão foi pensado como uma ligação entre o porto de Mormugão, na então Índia Portuguesa, à estação de Rocha do Castelo, no reino de Maiçor (um estado vassalo da Índia Britânica). Posteriormente, dentro do Tratado Anglo-Português de 1878, a linha férrea foi planeada para conectar-se com Bellary.

### Construção
A construção do primeiro trecho da linha foi titulada por contrato assinado a 18 de abril de 1881 entre o governo da Índia Portuguesa e um grupo de financeiros britânicos. O contrato determinou as condições de abertura, prazos de acabamento, número e localização das estações a criar e forma de exploração. A linha de caminho de ferro deveria conectar porto de Mormugão, então já com um intenso movimento marítimo, as diversas colónias europeias localizadas na hinterlândia entre Vasco da Gama e Chenai, atravessando o chamado planalto do Decão. Após a construção do primeiro troço, um aditivo foi realizado para a expansão da linha até Colém.
Depois de múltiplos problemas de construção, a exploração iniciou-se a 15 de janeiro de 1887, autorizada pela portaria n.º 131 do Governador-Geral do Estado da Índia, Augusto César Cardoso de Carvalho, que autorizava o funcionamento do troço que se encontrava quase pronto, entre Mormugão, Colém e Rocha do Castelo, localidade situada na fronteira com Maiçor. Esse trecho da linha foi concessionada à Companhia Ferroviária Garantida Portuguesa do Oeste da Índia (Western India Portuguese Guaranteed Railways Company), que depois tornou-se a empresa Ferrovias da Índia Portuguesa do Oeste (West of India Portuguese Railway).
Em 1888, uma linha foi estendida da cidade de Londa, no reino de Maiçor, para Rocha do Castelo, onde conectou-se com o Caminho de Ferro de Mormugão. A ligação foi feita pela empresa Companhia Ferroviária do Sul de Maarata (Southern Mahrata Railway Company), após acordo de conexão de trechos com a empresa Ferrovias do Estado de Maiçor (Mysore State Railway). Entre 1888 e 1890, a Companhia Ferroviária do Sul de Maarata realizou mais uma extensão do caminho de ferro, desta vez fazendo-a ir de Londa, passando por Dharwad e Hubli, até seu termo final, em Guntacal.

### Operações
A exploração da linha atravessou tempos muito difíceis, com défices de exploração sucessivos que tiveram de ser cobertos pelo magro orçamento do Estado da Índia, em boa parte causados pelas dificuldades aduaneiras com a Índia Britânica e com as guerras comerciais com as empresas ferroviárias britânicas que faziam melhores preços para encaminhamento das mercadorias para o porto de Bombaim via Pune.
Em 1902, com a empresa operadora à beira da falência, os equipamentos férreos das Ferrovias da Índia Portuguesa do Oeste foram alugados para a Companhia Ferroviária do Sul de Maarata. Tanto a ferrovia quanto seus equipamentos continuaram alugados até a independência indiana (1947). Após a nacionalização das ferrovias feita pelo governo independente da Índia, o contrato de aluguel da linha passou para a nova estatal Ferrovias Indianas e, em 1951, para a sua subsidiária Ferrovias do Sul, permanecendo assim até 1955, quando o contrato foi suspenso.

### Nacionalização portuguesa e expropriação pela Índia
Depois de vários contratos adicionais, todos eles onerosos para o Estado Português, a concessão foi dada por terminada a 31 de março de 1961, tendo Portugal pago na altura um resgate de 1 107 541 libras esterlinas à empresa Ferrovias da Índia Portuguesa do Oeste.
Após o termo da concessão, a linha foi administrada pela junta autónoma da empresa Portos e Caminhos de Ferro do Estado da Índia, criada pelo decreto-lei n.º 43 517, de 25 de fevereiro de 1961, mas essa administração foi efémera já que em dezembro do mesmo ano a União Indiana invadiu o território e incorporou a totalidade da linha à administração da empresa estatal Ferrovias Indianas.
Em 19 de julho de 1990 todos os troços ferroviários da Costa do Concão passaram a ser administrados pela empresa Companhia Ferroviária Concão, isto é, todos os troços em dentro do estado de Goa. Enquanto isso, os troços interiores dos estados de Carnataca e Andra Pradexe continuaram sob gestão da empresa Ferrovias Indianas — por intermédio de suas subsidiárias operacionais Zona Ferroviária Centro-Sul e Zona Ferroviária do Sudoeste.
Em 1996-1997 o Caminho de Ferro Concão conectou-se com o de Mormugão, num trecho contíguo de aproximadamente 15 km entre Margão e Vasco da Gama.
Em 1998 concluiu-se a reforma total da ferrovia, substituindo-se a bitola métrica (1.000 mm) pela bitola indiana (1.676 mm).

## Principais estações
As principais estações do Caminho de Ferro de Mormugão são:
- Porto de Mormugão[2]
- Vasco da Gama[10]
- Margão[11]
- Colém[10]
- Rocha do Castelo[1][10]
- Londa[1]
- Alnavar
- Dharwad[2]
- Hubli[1]
- Gadag-Betigeri
- Hosapete
- Bellary
- Guntacal[2]